# Sergio Santoro
Sergio Santoro (Roma, 22 aprile 1951) è un ex magistrato italiano, è stato Presidente aggiunto del Consiglio di Stato.

## Biografia
Dal 1974 al 1977 ricopre l’incarico di procuratore  ed avvocato dello Stato, nel 1978 diviene magistrato TAR. Nel 1981 approda in Consiglio di Stato dopo aver vinto il concorso e vi rimarrà fino al 16 aprile 2021, anno in cui va in pensione.
Tra gli incarichi svolti si segnala anche quello di consigliere del Presidente del Consiglio dei Ministri (Silvio Berlusconi) per l’attività di monitoraggio e di trasparenza legislativa dell’azione di Governo (terzo Governo Berlusconi).